# توماس وايت (موسيقي)
توماس وايت (بالإنجليزية: Thomas White)‏ هو موسيقي بريطاني، ولد في 30 أبريل 1984 في برايتون في المملكة المتحدة.

## وصلات خارجية
- توماس وايت على موقع ميوزك برينز (الإنجليزية)
- توماس وايت على موقع ديسكوغز (الإنجليزية)